# Код: Червено
„Код: Червено“ (на английски: Red One) е американска коледна екшън-приключенска комедия от 2024 г. на режисьора Джейк Касдан по сценарий на Крис Морган, и по сюжета на Хирам Гарсия. Във филма участват Дуейн Джонсън, Крис Евънс, Луси Лиу, Киърнън Шипка, Бони Хънт, Ник Крол, Кристофър Хивю, Уесли Кимъл и Джей Кей Симънс. Джонсън продуцира филма с Хирам и Данай Гарсия, Касдан, Мелвин Мар и Крис Морган.
Проектът се разглежда като първият от потенциалната поредица с празнична митология, продуциран е от „Амазон Ем Джи Ем Студиос“ във връзка със „Севън Бъкс Продъкшънс“, „Детектив Ейджънси“ и „Крис Морган Продъкшънс“.
Филмът излиза по кината в световен мащаб на 6 ноември в разпространение от „Уорнър Брос Пикчърс“, както и в Съединените щати на 15 ноември 2024 г., в разпространение от „Амазон Ем Джи Ем Студиос“.

## Актьорски състав
- Дуейн Джонсън – Калъм Дрифт[8]
- Крис Евънс – Джак О'Мали[8]
- Луси Лиу – Зоуи Харлоу
- Джей Кей Симънс – Дядо Коледа
- Киърнън Шипка – Грайла
- Бони Хънт – госпожа Коледа
- Рейналдо Фаберле – гласът на агент Гарсия
- Кристофър Хивю – Крампъс
- Ник Крол – Тед
- Уесли Кимъл – Дилън
- Мери Елизабет Елис – Оливия
- Джена Канел – Крампъс гост

## В България
В България филмът излиза по кината на 8 ноември 2024 г. в разпространение от „Александра Филмс“.